# بیرینگن (روتنبورگ)
بیرینگن (به آلمانی: Bieringen) یک منطقهٔ مسکونی در آلمان است که در روتنبورگ آم نکا واقع شده‌است. بیرینگن ۶۹۲ نفر جمعیت دارد.